# Palabres sur le Nil
Pour plus de détails, voir Fiche technique et Distribution.
Palabres sur le Nil (arabe : ثرثرة فوق النيل, Thartharah Fawqa al-Nīl) est un film égyptien réalisé par Hussein Kamal, sorti en 1971. Il s'agit d'une adaptation par le lauréat du prix Nobel de littérature égyptien Naguib Mahfouz du roman Dérive sur le Nil.

## Fiche technique
- Titre : ثرثرة فوق النيل - Thartharah Fawqa al-Nīl
- Titre français : Palabres sur le Nil ou Dérive sur le Nil
- Réalisation : Hussein Kamal
- Scénario : Naguib Mahfouz, d'après son roman Dérive sur le Nil
- Genre : Comédie dramatique
- Durée : 115 minutes
- Date de sortie :
  -  Égypte : 15 novembre 1971

## Distribution
- Emad Hamdy (en) : Anis Zaki
- Ahmed Ramzy : Ragab
- Magda El-Khatib : Samara
- Mervat Amin : Sana
- Suhair Ramzi : Layla Zaidan
- Salah Nazmi : Khaled Azzoz
- Mahmoud Kamel : Abu Sreei
- Nimat Mukhtar : Saniya Kamel
- Mohamed Sultan : Raouf
- Ahmed Tawfik : Mustafa Rashed
- Magdy Wahba : Muhammad Bahjat
- Hamdi Youssef : Fathi
- Adel Adham : Ali
- Ahmed Al Jaziri : Abdou
- Mahmoud Farid : Sumaa
- Samir Rostom : Samir

## Synopsis
Un fonctionnaire égyptien, Anis (joué par Emad Hamdi), ne tolère plus l'hypocrisie du gouvernement et l'analphabétisme des Égyptiens. Il décide de faire disparaître tous les problèmes du pays avec un simple narguilé : fumer le haschisch pour échapper à la réalité.
Anis rencontre par hasard un ancien voisin, Ragab (acteur Ahmed Ramzy). Ragab l'invite sur une embarcation sur le Nil. Anis y découvre vite qu'il n'est pas la seule personne à fumer le narguilé, mais avec lui des gens de l'élite, de la classe moyenne et de la classe populaire, tous sur le bateau. Il découvre bientôt que tout le monde cherche à oublier la réalité et l'hypocrisie de la vie égyptienne en fumant le haschisch.
À la fin du film, Anis décide d'arrêter de fumer le narguilé et le haschisch, mais c'est pour bientôt se réveiller plus seul encore...

## Commentaires
Le film traite de la décadence de la société égyptienne pendant la fin de la présidence de Gamal Abdel Nasser.
« Al-haschisch est interdit tandis que l'alcool ne l'est pas. Pourquoi ? Les deux sont mauvais pour la santé ? Les deux sont enivrants ? »